# Консерватизм в Германии
Консерватизм в Германии за последние триста лет охватил широкий спектр теорий и идеологий, но большинство исторических консервативных теорий поддерживали монархическую/иерархическую политическую структуру.
Политически консерватизм в Германии стал развиваться после немецкой революции 1848/1849 годов, первоначально в Пруссии через консервативные ассоциации, группы и членов парламента, среди которых была Ассоциация защиты интересов землевладельцев (Verein zur Wahrung der Interessen des Grundbesitzes). Специфически немецкий консерватизм неразрывно связан с Отто фон Бисмарком.

## Исторические консервативные штаммы
В домартовский период (1815—1848) ярлык консерватизма объединял свободное движение интеллектуальных и политических сил без какой-либо партийной организации, сравнимой с британскими тори. Традиционно, консервативные теоретики, такие как Юстус Мёзер (1720—1794), выступали против просветительских тенденций и идеалов Великой французской революции.
Хотя многих консервативных теоретиков называют «политическими романтиками» (в первую очередь Карла Шмитта, который сам был консерватором), до 1945 года различались по крайней мере четыре направления:
- Status quo ante романтических консерваторов, которые хотели восстановить средневековье таким, каким оно было до Французской революции. Известными представителями этого направления являются Новалис, Фридрих Шеллинг, Карл Людвиг Галлер и Адам-Генрих Мюллер.
- Консервативная журналистика, защищавшая в прессе статус-кво Системы Меттерниха (Реставрация) и национальный консерватизм. Среди известных представителей Фридрих фон Генц, Фридрих Шлегель и Эрнст Мориц Арндт.
- Консервативный монархизм, выступавший в защиту монархии в Германии и представленный в частности, такими теоретиками как Георг Вильгельм Фридрих Гегель, Генрих Фридрих Карл фом унд цум Штейн и Фридрих Юлиус Шталь.
- Консервативное революционное движение и донацистские радикалы, такие как Артур Мёллер ван ден Брук, Освальд Шпенглер (добавляющий пессимизм и культурный консерватизм) и Карл Шмитт.

Также важной частью немецкого консерватизма являются антипросвещенческий романтизм Фридриха Ницше, консервативная «реалполитик» и деятельность Отто фон Бисмарка, антиреспубликанский монархизм Немецкой национальной народной партии (НННП) во время Веймарской республики.

## История

### ЭраБисмарка
Консервативная мысль в Германии развивалась вместе с национализмом, кульминацией которого стала победа Пруссии над Францией во франко-прусской войне и объединение Германии в 1871 году. Немецкий консерватизм был в значительной мере сформирован Отто фон Бисмарком, много лет занимавшим должности министра-президента Пруссии и рейхсканцлера. Его успешная деятельность по объединению Германии и построению Второй империи сделали Бисмарка великим героем для немецких консерваторов, которые установили множество памятников в его честь после того, как он покинул свой пост в 1890 году.
Проводимая Бисмарком внешняя политика «баланса сил» поддерживала мир в Европе на протяжении десятилетий в конце XIX века. Его «революционный консерватизм» был консервативной стратегией государственного строительства, призванной сделать простых немцев, а не только юнкерскую элиту, более лояльными к государству и императору. С этой целью он создавал в Германии в 1880-х годах государство всеобщего благосостояния. По словам Кеса ван Керсбергена и Барбары Вис, стратегия Бисмарка заключалась в том, чтобы «предоставить социальные права для усиления интеграции иерархического общества, установить связь между рабочими и государством, чтобы укрепить последнее, сохранить традиционные отношения власти между социальными и статусными группами и обеспечить уравновешивающую силу против модернистских сил либерализма и социализма». Он также ввёл в новом Германской государстве всеобщее избирательное право для мужчин.
«Культуркампф», с помощью которого Бисмарк боролся против ультрамонтанства и влияния Католической церкви на жизнь Германии, также по существу утвердило консервативное представление о государстве. При этом, отстаивая государственные интересы вопреки традиционным притязаниям на власть со стороны католической церкви, он боролся и с такими же притязаниями протестантской церкви, которая была тесно связана с консерваторами и которая, например, также утратила своё влияние на среднее образование. Борьба с рабочим движением и с церквями была лишь частично успешной и в конечном итога укрепили как антимонархическую Социал-демократическую партию (СДПГ), так и католическую Партию Центра. Однако эти кампании Бисмарка расширили государственную власть и положили начало новому развитию социального законодательства.
После революций 1848 года консервативные партии были представлены в нескольких ландтагах германских государств, особенно в прусском ландтаге, а с 1871 года и в Рейхстаге, парламенте Германской империи. Прусские консерваторы, в основном восточно-эльбские землевладельцы (юнкеры), которые скептически относились к объединению Германии, продвигаемому министром-президентом Бисмарком, организовались в рамках Немецкой консервативной партии. В Рейхстаге им пришлось столкнуться с соперничеством со стороны свободных консерваторов, к которым принадлежали ряд лидеров бюрократической элиты, а также рейнские промышленные магнаты, с самого начала поддерживавшие политику Бисмарка.
Во время пребывания Бисмарка у власти немецкие консерваторы всё больше и больше склонялись к этатизму и патернализму в нарастающем конфликте между экономическим либерализмом, продвигаемым национал-либералами, и идеей социальной справедливости, взятой на вооружение рабочим движением и социал-демократами. Они поддержали как антисоциалистический закон канцлера, так и введение им социального страхования (пенсии, страхование от несчастных случаев и медицинское страхование), которое заложило основу для немецкого государства всеобщего благосостояния. Точно так же консервативные политики высоко оценили соблюдение того, что они называли национальными интересами во время «Культуркампф», направленного против католической церкви и связанной с ней Партией Центра. Хотя внутренняя политика Бисмарка не победила его противников, она ещё больше укрепила могущество государства.
В то же время влияние парламента на эти направления политики оставалось ограниченным. Всеобщее избирательное право для мужчин было введено уже на выборах в Рейхстаг Северогерманского союза в феврале 1867 года, но у депутатов было мало законодательных полномочий. Германское правительство оставалось ответственным только перед кайзером и канцлером. Только в последние дни Первой мировой войны, незадолго до падения монархии, была проведена парламентская реформа, инициированная Верховным командованием армии в связи с поражением Германии. Предубеждённые конкретными интересами и сдержанные в отношении роли политических партий, исповедующих идеологию или видение в целом, немецкие консерваторы до того времени не могли сформировать народную партию.
Стабилизация и укрепление консервативной идеи государства в «эру Бисмарка» привели к сравнительно позднему провозглашению демократических принципов и институтов в Германии. Хотя всеобщее и равное избирательное право было введено ещё до объединения Германии и действовало на первых выборах немецкого рейхстага 1871 года, парламент имел очень мало влияния на законодательство и, прежде всего, на состав правительства. В союзных государствах, таких как Пруссия, демократическое избирательное право не вводилось, и консервативные партии яростно сопротивлялись любым изменениям. Только в 1918 году в результате октябрьских реформ была введена парламентская форма правления, при которой рейхсканцлер назначался не кайзером, а большинством парламента. Консервативная народная партия, подобная тори в Великобритании, в Германии так и не возникла.

### Веймарская республика и III рейх
Поражение в Первой мировой войне и Германская революция 1918—1919 годов потрясли немецких консерваторов, вынудив их меняться. По мере того, как привычные институты, которые консерваторы стремились сохранить, безвозвратно рушились, место традиции занимала идея творческой реорганизации, основанной на духе вечных принципов. Так, в Германии зародилось национал-консервативное философское и политико-идеологическое течение, получившее название «консервативная революция» (Konservative Revolution). Представитель этого течения, писатель Артур Мёллер ван ден Брук, выдвинул характерную формулу процесса реформирования немецкого консерватизма: «быть консерватором — значит создавать вещи, которые стоит сохранять». Теоретики консервативной революции, ставшей реакцией на упадок ранее почитаемой монархической традиции, стремились к перестройке (новому мировому порядку), основанному на непрерывных принципах. Пережив кратковременный подъём популярности в начале 1920-х, уже в конце того же десятилетия консервативные силы вновь начинают терять влияние, что заставило многих консерваторов начать сближение с набирающей силы нацистской партией. Кульминацией этого процесса стало открытое сотрудничество ведущей партии немецких консерваторов, Немецкой национальной народной, с НСДАП Адольфа Гитлера. Ряд консервативных политиков, Альфред Гугенберг, Франц фон Папен и Константин фон Нейрат, не только способствовали возвышению Гитлера, но и стали членами его кабинета в январе 1933 года, а некоторые, такие как Франц Зельдте, даже присоединились к НСДАП.
Антинацистски настроенное крыло НННП в 1930 году образовало Консервативную народную партию, которая, однако, не приобрела большого политического веса. В период правления нацистов все остальные политические партии, в том числе консервативные, были объявлены вне закона. «Национальная революция» нацистов имела приоритет, и расистские и социальные изменения в немецком обществе не могли быть остановлены умеренно консервативными силами, такими как, например, католические центристы и прусские монархисты. Некоторые консервативные противники нацистского режима, такие как бывший канцлер Курт фон Шлейхер или Эдгар Юлиус Юнг, были убиты во время «Ночи длинных ножей» в 1934 году. После периода умиротворения в Третьем рейхе часть консерваторов были вовлечены в немецкое Сопротивление, например, принимали участие в заговоре 20 июля.

### Послевоенная Германия
После Второй мировой войны классический немецкий консерватизм уже не имел перспектив. С одной стороны, часть консерваторов дискредитировала себя сотрудничеством с нацистским режимом, с другой стороны, социальная и экономическая база консервативных кругов была утрачена в результате экспроприации имущества восточно-эльбских помещиков в ГДР и их изгнания из Центральной и Восточной Европы. Столкнувшись с опытым тоталитарной диктатуры и геноцида, а самое главное, собственной вовлечённости, немецкие консерваторы, наконец, в большинстве своём приняли идеалы либеральной конституционной (Rechtsstaat) демократии и, со временем, окончательно утратили самостоятельную политическую роль в немецкой политике.
После окончания войны самыми крупными консервативнами силами в Западной Германии стали Христианский демократический союз (ХДС), основанный в 1945 году как межконфессиональная центристская партия, и родственный баварский Христианско-социальный союз (ХСС). Они порвали с традиционным мышлением некоторых частей консервативных партий Веймарской республики, отвергавших демократическое правовое государство. ХДС удалось интегрировать большую часть немецких консерваторов, чему способствовало ослабление традиционного противостояния протестантов и католиков. К новой партии присоединились многие члены и сторонники Немецкой национальной народной партии.
Не все консерваторы присоединились к ХДС. В 1949 году на базе консервативно-регионалистской Немецкой ганноверской партии была создана Немецкая партия (Deutsche Partei). Она трижды участвовала в выборах в Бундестаг, получая 3—4 % и являясь одной из правящих партий эпохи Аденауэра. В 1960 году девять из 17 её депутатов покинули партию, чтобы присоединиться к ХДС. В результате Немецкая партия в том же 1960 году вышла из правительства и через год влилась во Всегерманскую партию (Gesamtdeutsche Partei).
В послевоенной Германии сформировалась концепция «технократического консерватизма». Его создатели, братья Эрнст Юнгер (1895—1998) и Фридрих Георг Юнгер (1898—1977), попытались примирить консерватизм с обязательствами технической цивилизации, не называя её прогрессом. Представители технократического консерватизма, такие как Ханс Фрайер (1887—1969), Хельмут Шельски (1912—1984) и Арнольд Гелен (1904—1976), подчёркивали подчинение политических решений обстоятельствам, определяемым технологически развитой цивилизацией, отрицая идеологические притязания на преодоление социального отчуждения, что останется иллюзией, проповедуемой только демагогами.

## Исторические консервативные партии
До 1918 года в парламентах отдельных германских земель (особенно в Пруссии) и рейхстаге действовало три основные консервативные партии.
В 1848 году в Пруссии была основана Консервативная партия группой политиков и парламентариев во главе с редакторами Neue Preußische Zeitung Эрнстом Людвигом фон Герлахом и Фридрихом Юлиусом Шталем, чей проект, написанный в феврале-марте 1849 года, лег в основу первого партийного манифеста консерваторов. Прусская Консервативная партия видела своей целью защиту монархии и привилегии дворянства, отвергала экономический либерализм и демократизацию. Первоначально партия объединяла как протестантов, так и католиков; однако позднее католики присоединились к Партии центра после её основания. Бисмарк был активным членом Консервативной партии, но после его назначения министром-президентом Пруссии она дистанцировалась от него, но в ходе конституционного конфликта стала его важной опорой.
В 1866 году от консерваторов, которых тогда уже называли старыми консерваторами, отделилась группа во главе с графом Эдуардом Георгом фон Бетузи-Гук, уже в следующем году образовавшая Свободно-консервативную партию (известную в Рейхстаге с 1871 года как Имперская партия). Находясь на крайне правом фланге в системе германских политических партий, Свободно-консервативная партия враждебно относилась к демократическим требованиям и к рабочему движению. Ведущую роль в руководстве партии играли представители высшего дворянства, крупные чиновники и промышленные магнаты.
В 1870 году была основана католическая Партия Центра, которая стала второй по величине фракцией на первых выборах в рейхстаг в 1871 году и ведущей партией консервативного лагеря.
В 1876 году, уже после объединения Германии, ряд самых разных групп: дворяне, крупные землевладельцы, сторонники Бисмарка, таких как Мольтке, протестанты-традиционалисты, христиане-социалисты и прочие консерваторы, объединились, создав на основе прусской Консервативной партии Немецкую консервативную. Новая партия признавала конституцию Германской империи и выступала за сохранение монархии и дворянских привилегий, укрепление религии, против централизма, парламентаризма, экономического либерализма и социал-демократии. Программа партии была согласована с Бисмарком до последней детали.
После поражения в Первой мировой войне и падения монархии в 1918 году путём слияния Немецкой консервативной, Свободно-консервативной, Немецкой отечественной, Немецкой народной, Христианско-социальной партий и части правого крыла национал-либералов была создана Немецкая национальная народная партия. Крайне националистическая и реакционная, НННП изначально стояла за восстановление немецкой монархии и враждебно относилась к республиканской Веймарской конституции, проведя большую часть межвоенного периода в оппозиции. Со временем партия стала терять популярность и начала тесно сотрудничать с набирающей силу НСДАП, что не спасло её. После самороспуска в июне 1933 года депутаты рейхстага от НННП присоединились к фракции НСДАП.

## Современный консерватизм
В современной Германии послевоенный Христианско-демократический союз (ХДС) вместе со своим баварским партнёром и союзником, Христианско-социальным союзом (ХСС), утверждают, что представляют все формы консерватизма в Германии. Новые национально-консервативные организации, такие как Немецкая партия, не пользовались популярностью и в большинстве своём просуществовали недолго. До сегодняшнего дня дожили лишь некоторые маргинальные партии справа от ХДС и ХСС, которые трудно отличить от крайне правых партий, например, Республиканцы. Существуют также маргинальные движения за восстановление немецкой монархии, в первую очередь «Традиция и жизнь».
Как и большинство политических партий Германии, ХДС/ХСС в меньшей степени обратились к центристской политике после воссоединения Германии. Это привело к акценту на экономическом либерализме и социальной справедливости (в традициях католического социального учения) по сравнению с твердыми консервативными позициями. Однако заявленная партией консервативная черта остаётся неопределённым термином, колеблющимся между национальным и социальным проявлением. В то же время приверженность идеям демократии и защиты прав человека не помешала политикам ХДС/ХСС конца 1960-х годов призывать к «сильному государству» и ограничению прав личности для подавления беспорядков во время студенческого движения.
С тех пор как канцлер ФРГ Гельмут Коль (ХДС) в 1982 году сформировал коалиционное правительство с либеральной Свободной демократической партией (СвДП), обе партии часто причисляют к правоцентристской (bürgerlich, «гражданской») фракции внутри партийной системы Германии. Однако это различие подвергалось критике за игнорирование не только социально-либеральных, но и консервативных тенденций внутри левоцентристских партий, таких как социал-демократы или «зеленые».